# Balaguer (Lleida)
Balaguer ist eine katalanische Stadt in der Provinz Lleida im Nordosten Spaniens. Sie liegt in der Comarca Noguera.

## Geographische Lage
Balaguer liegt etwa 25 Kilometer nordöstlich von Lleida. Der Fluss Segre durchfließt die Gemarkung. Sie ist die Hauptstadt der ehemaligen Grafschaft Urgell. 

## Sehenswürdigkeiten
- Arkaden an der Plaça de Mercadal
- Marienkirche aus dem 13. Jahrhundert
- Einstige arabische Festung mit Schutzmauern
- Flusslandschaft des Segre

## Söhne und Töchter der Stadt
- Peter IV. (1319–1387), König von Aragon
- Roberto Martínez (* 1973), spanischer Fußballspieler und -trainer
- Jordina Millà (* 1984), Improvisationsmusikerin

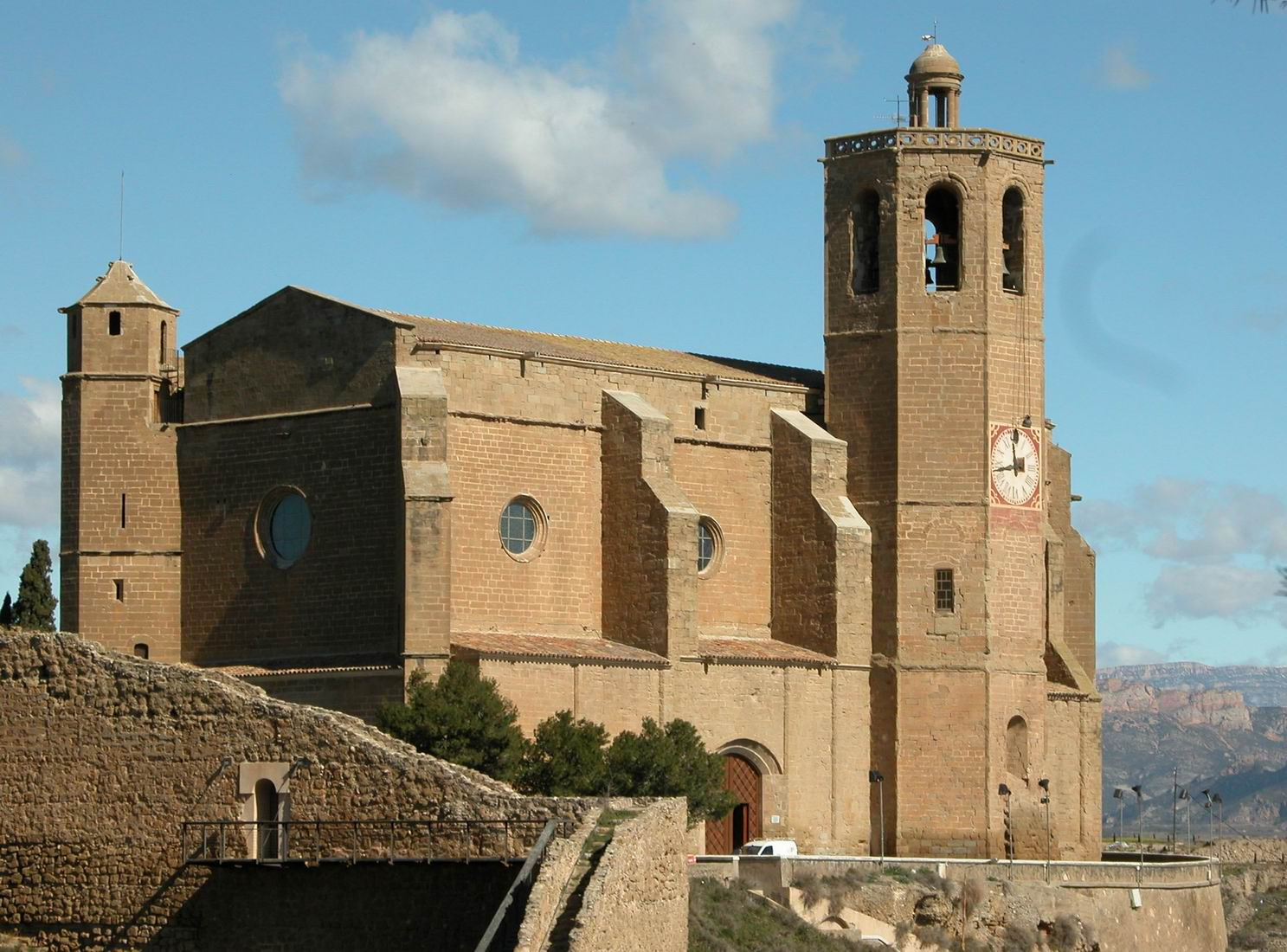
Die Kirche in Balaguer